# Nuessleinia
Nuessleinia is een geslacht van insecten behorend tot de orde vliesvleugeligen (Hymenoptera) en de familie van de schildwespen (Braconidae).

## Soorten
- Nuessleinia nigriventris (Cresson, 1865)